# هولدفست، ووسترشر
هولدفست (به انگلیسی: Holdfast) یک روستا و محله مدنی در بریتانیا است که در Malvern Hills واقع شده‌است.